# Vật rắn
Trong cơ học, vật rắn, hay đầy đủ là vật rắn tuyệt đối, là một tập hợp vô số các chất điểm mà khoảng cách giữa hai điểm bất kỳ luôn luôn không đổi. Vật thể được xem là vật rắn tuyệt đối khi biến dạng của nó là quá bé hoặc không đóng vai trò quan trọng trong quá trình khảo sát.

## Thuộc tính cơ bản
Trong cơ học, vật rắn có hai thuộc tính quan trọng
- Khối lượng: ảnh hưởng đến khả năng chuyển động của vật rắn dưới tác dụng của ngoại lực.
- Khối tâm: thông thường khối tâm trùng với trọng tâm là điểm đặt của trọng lực lên vật.

## Chuyển động
Trong không gian ba chiều, vật rắn có sáu "khả năng" chuyển động, được gọi là sáu bậc tự do. Với hệ tọa độ Descartes, sáu bậc tự do này gồm có: chuyển động tịnh tiến theo ba phương {\displaystyle x}, {\displaystyle y}, {\displaystyle z} và chuyển động quay quanh ba trục {\displaystyle Ox}, {\displaystyle Oy}, {\displaystyle Oz}.
Chuyển động tịnh tiến. Nếu trong không gian ba chiều, vật không có chuyển động quay thì chỉ còn ba bậc tự do; tương ứng với chuyển động tịnh tiến. Khi đó tại một thời điểm nhất định, tất cả các điểm đều có vận tốc như nhau, và gia tốc như nhau. Trường hợp này việc tính toán chuyển động của vật rắn cũng giống như với một chất điểm.
Chuyển động song phẳng. Nếu trong không gian ba chiều, suốt quá trình chuyển động vật rắn luôn có "xu hướng" song song với một mặt phẳng nhất định thì đó là chuyển động song phẳng. Chẳng hạn một quyển sách bị di trên bàn, nó chuyển động với xu hướng song song mặt bàn. Hoặc một thùng phuy vừa bị lăn, vừa bị di đẩy trên đường (mặt phẳng song song trong trường hợp này là mặt đáy thùng phuy).
Trong chuyển động song phẳng, vật rắn có 3 bậc tự do (hai tịnh tiến và một quay). Như vậy tương đương với dạng chuyển động tổng quát trong không gian hai chiều.

### Tính toán chuyển động song phẳng
Với chuyển động song phẳng, tại một thời điểm nhất định, có sự phân bố vận tốc giữa các điểm khác nhau trong vật rắn; gia tốc cũng có một phân bố riêng. Tuy vậy sự phân bố này không phải tùy tiện như trong chất lưu, bởi vì với vật rắn có sự ràng buộc về khoảng cách giữa các điểm bên trong nó. Với việc giới thiệu khái niệm khối tâm, chuyển động của vật có thể coi là tổng hai thành phần chuyển động sau:
- Chuyển động tịnh tiến của khối tâm (cũng như chuyển động của chất điểm), chỉ gồm hai thành phần vận tốc {\displaystyle u} và {\displaystyle v} theo hai phương {\displaystyle x} và {\displaystyle y}.
- Chuyển động quay của vật quanh trục đi qua khối tâm {\displaystyle G}, gồm một thành phần {\displaystyle \omega _{z(G)}}.

Như vậy theo các biểu diễn này thì phân bố vận tốc của toàn vật thể chỉ quy về ba thông số {\displaystyle u}, {\displaystyle v}, {\displaystyle \omega _{z}}. Với gia tốc việc tính toán cũng tương tự.
Một phương pháp thuận tiện hơn, đó là tính toán thông qua tâm vận tốc tức thời. Từ đây ta cũng xét chuyển động song phẳng như một chuyển động hai chiều trong mặt phẳng tham chiếu.
Tại một thời điểm nhất định, tâm vận tốc tức thời (ký hiệu {\displaystyle C_{v}}) trong chuyển động của vật rắn là điểm đứng yên duy nhất nằm trong mặt phẳng chuyển động gắn chặt cùng với vật rắn đó. Chẳng hạn đối với thùng phuy lăn trên đường thì điểm tiếp giáp của thùng phuy với mặt đất là tâm vận tốc tức thời.
Tâm vận tốc tức thời không nhất thiết nằm trong vật rắn. Với trường hợp đặc biệt, khi vật chuyển động tịnh tiến thì tâm vận tốc tức thời ở vô cực.
Sau khi xác định được tâm vận tốc tức thời, vật rắn được coi là quay quanh tâm vận tốc tức thời tại thời điểm đó. Điều này có nghĩa là phân bố vận tốc của các điểm trong vật rắn chỉ được đặc trưng bởi một thành phần duy nhất là vận tốc quay quanh trục đi qua tâm vận tốc tức thời: {\displaystyle \omega _{z(Cv)}}.
Khái niệm và tính toán với tâm gia tốc tức thời cũng tương tự.

## Trạng thái tĩnh
Khi vật rắn đứng yên, hợp lực lên vật rắn phải bằng không. (Với bài toán 3 chiều điều này tương đương với sáu thành phần: 3 lực theo 3 phương và 3 mô-men quanh 3 trục đều phải bằng không).